# Lucius Staius Murcus
Lucius Staius Murcus (* um 85 v. Chr.; † 40 oder 39 v. Chr. in Syrakus) war ein römischer Politiker und Soldat in den Kriegen der ausgehenden Republik. Er schloss sich nach der Beseitigung Gaius Iulius Caesars der Gruppe von dessen Mördern an. Als diese besiegt worden waren, trat er in die Dienste des Sextus Pompeius, der ihn aber bald töten ließ.

## Leben
Der vollständige Name des Lucius Staius Murcus einschließlich Angabe des Vornamens Sextus seines Vaters findet sich nur in einer Inschrift auf einem nahe der mittelitalienischen Stadt Sulmona gelegenen großen Stein. Er könnte dem Volk der Marser entstammt sein.
Staius Murcus ist zuerst Anfang 48 v. Chr. als Legat Caesars bezeugt, als er in dessen Bürgerkrieg gegen Gnaeus Pompeius Magnus zusammen mit Marcus Acilius Caninus in der epirotischen Hafenstadt Oricum kommandierte. Der sich damals ebenfalls in Epirus aufhaltende Caesar wurde von Marcus Calpurnius Bibulus und Lucius Scribonius Libo durch eine Seesperre nahezu vollständig von Italien abgeschnitten. Die beiden pompeianischen Flottenbefehlshaber litten aber selbst unter Versorgungsengpässen, da ihnen Caesar seinerseits die Verproviantierung zu Land verwehrte. Sie übermittelten Staius Murcus und Acilius Caninus ein Verhandlungsangebot und die Bitte um einen Waffenstillstand, worüber Caesars Legaten ihren Oberherrn brieflich informierten.
46 v. Chr. war Staius Murcus an Caesars in Africa geführtem Kampf gegen die Pompeianer beteiligt. In Rom glaubte man damals fälschlicherweise an seinen vermeintlichen Tod bei einem Schiffbruch. Vielleicht war er im 40. Lebensjahr 45 v. Chr. Prätor, doch ist dies eine sehr unsichere Annahme. Caesar ernannte ihn für 44 v. Chr. zum Statthalter der Provinz Syrien; als der Diktator aber am 15. März desselben Jahres einem Attentat führender Republikaner zum Opfer fiel, ging Staius Murcus sofort zu den Caesarmördern über.
Anschließend zog Staius Murcus nach Syrien und bekämpfte dort an der Spitze von drei Legionen den schon seit Längerem gegen Caesar rebellierenden römischen Ritter Quintus Caecilius Bassus, der jedoch mit seinen zwei Legionen in dieser militärischen Konfrontation siegreich blieb. Der bithynische Statthalter Quintus Marcius Crispus vereinigte daraufhin seine drei Legionen mit jenen von Staius Murcus. Gemeinsam belagerten sie nun Caecilius Bassus in der Stadt Apameia. Alle drei Feldherrn unterwarfen sich dann aber dem etwa Anfang 43 v. Chr. in Syrien erschienenen Caesarmörder Gaius Cassius Longinus, der sie seinerseits respektvoll behandelte und die insgesamt acht Legionen übernehmen konnte.
Als Flottenpräfekt unter Cassius gab Staius Murcus eine Emission von Denaren in Auftrag, auf denen er sich als Imperator bezeichnete. Auf der Vorderseite seiner Münzen ist das Haupt des Meeresgottes Neptunus und der Dreizack abgebildet, womit auf seine Stellung als Flottenpräfekt hingewiesen werden sollte. Auf der Rückseite erscheint eine Frau, die vor einem Tropaion kniet, sowie ein Soldat, der ihr die Hand gibt.
Zuerst bewährte sich Staius Murcus in Cassius’ Kampf gegen den Anführer der Caesarianer im Osten, den Suffektkonsul Publius Cornelius Dolabella. Dieser wollte Cassius die Provinz Syrien entreißen, musste sich aber wegen mangelnder Truppenstärke nach Laodikeia zurückziehen, wo er vom Caesarmörder belagert und bald zu Land vollständig von jeder Zufuhr abgeschnitten wurde. Indessen stand ihm noch einige Zeit der Seeweg offen, bis seine Flotte von Staius Murcus im Hafen von Laodikeia besiegt wurde. In unhaltbarer Lage beging Dolabella im Juli 43 v. Chr. Selbstmord. Etwa ein halbes Jahr später gelang Staius Murcus auch ein Erfolg gegen die Flotte der Rhodier, die Cassius nicht gegen Dolabella hatten unterstützen wollen.
Mitte 42 v. Chr. bezog Staius Murcus im Auftrag des Cassius mit 60 Schiffen und einer Legion Elitesoldaten Stellung am Kap Tainaron an der Südspitze des Peloponnes, um das Geschwader der ägyptischen Königin Kleopatra VII. abzufangen, die den Triumvirn Verstärkungen bringen wollte. Allerdings erlitt die Monarchin Schiffbruch und musste krank nach Ägypten zurückkehren. Staius Murcus erfuhr von ihrem Unglück und sah Wrackteile ihrer Schiffe treiben, woraufhin er mit seiner Flotte nach Brundisium fuhr.
Zwar hatten die Triumvirn schon vor dem Erscheinen des Staius Murcus einige Truppenkontingente von Italien über das Ionische Meer nach Makedonien übersetzen können, doch unterband Staius Murcus mit seinen starken Seestreitkräften eine Weile das Auslaufen des Marcus Antonius von Brundisium. Dieser wandte sich mit einem Hilferuf an seinen Verbündeten Octavian, der mit einer Flotte heranfuhr. Gemeinsam konnten die Triumvirn nun ihr großes Expeditionsheer nach Dyrrhachium überführen, ohne dass Staius Murcus sie daran zu hindern vermochte.
Als sich das von Gnaeus Domitius Ahenobarbus kommandierte Geschwader jenem von Staius Murcus anschloss, geboten die beiden Admirale zusammen über etwa 130 Kriegsschiffe und konnten die in den Osten übergesetzten Truppen der Triumvirn nahe gänzlich von der Zufuhr von Italien her abschneiden. Im Oktober 42 v. Chr., am Tag der ersten Schlacht von Philippi, gelang ihnen sodann die fast vollständige Zerstörung der Flotte des Gnaeus Domitius Calvinus, der Antonius und Octavian u. a. zwei weitere Legionen hatte bringen wollen.
Nach der Niederlage von Brutus und Cassius in den zwei Schlachten bei Philippi trennte sich Staius Murcus von seinem Admiralskollegen und floh 41 v. Chr. mit 80 Schiffen, zwei Legionen, 500 Bogenschützen und beträchtlichen Geldmitteln zu Sextus Pompeius nach Sizilien. Dort setzte er sich für eine Verständigung mit den siegreichen Triumvirn ein, die im Vertrag von Misenum 39 v. Chr. auch zustande kam und den Proskribierten die Rückkehr nach Italien ermöglichte. Die Flottenkommandanten Menekrates und Menodoros hetzten jedoch Pompeius gegen Staius Murcus auf, der nach Syrakus auswich, wo er etwa Ende 40 oder Anfang 39 v. Chr. auf Weisung des Pompeius umgebracht wurde.